# Aphanius persicus
Aphanius persicus és una espècie de peix pertanyent a la família dels ciprinodòntids.

## Descripció
- Pot arribar a fer 4,9 cm de llargària màxima.[5][6]

## Hàbitat
És un peix d'aigua salabrosa, bentopelàgic i de clima subtropical.

## Distribució geogràfica
És un endemisme de les costes del golf Pèrsic a l'Iran.

## Observacions
És inofensiu per als humans.